# Terranjou
Terranjou – gmina we Francji, w regionie Kraj Loary, w departamencie Maine i Loara. W 2013 roku liczba ludności wynosiła 3845 mieszkańców.
Gmina została utworzona 1 stycznia 2017 roku z połączenia trzech ówczesnych gmin: Chavagnes, Martigné-Briand oraz Notre-Dame-d’Allençon. Siedzibą gminy została miejscowość Chavagnes.